# Шашкова, Нина Анатольевна
Нина Анатольевна Шашкова (род. 11 июня 1947, Москва) — советская саночница. Участница зимних Олимпийских игр 1972 года.

## Биография
Нина Шашкова родилась 11 июня 1947 года в Москве.
Начала заниматься санным спортом в 1970 году. Выступала за московский «Зенит». Тренировалась под началом Юрия Светикова и В. Н. Смирнова. В 1971 году выиграла всесоюзные соревнования и Спартакиаду профсоюзов СССР. В 1974 году стала чемпионкой СССР в соревнованиях одиночек.
С 1970 года входила в сборную СССР.
В 1972 году вошла в состав сборной СССР на зимних Олимпийских играх в Саппоро. В соревнованиях одиночек заняла 12-е место, показав по сумме четырёх заездов результат 3 минуты 4,38 секунды и уступив 5,20 секунды завоевавшей золото Анне-Марии Мюллер из ГДР.
Дважды участвовала в чемпионатах мира: в 1973 году в Оберхофе заняла 19-е место, в 1974 году в Кёнигзее — 17-е.
Выступала на чемпионате Европы 1974 года в Имсте, но не выиграла медали.
Мастер спорта СССР международного класса.